# St. Urbanus (Huckarde)

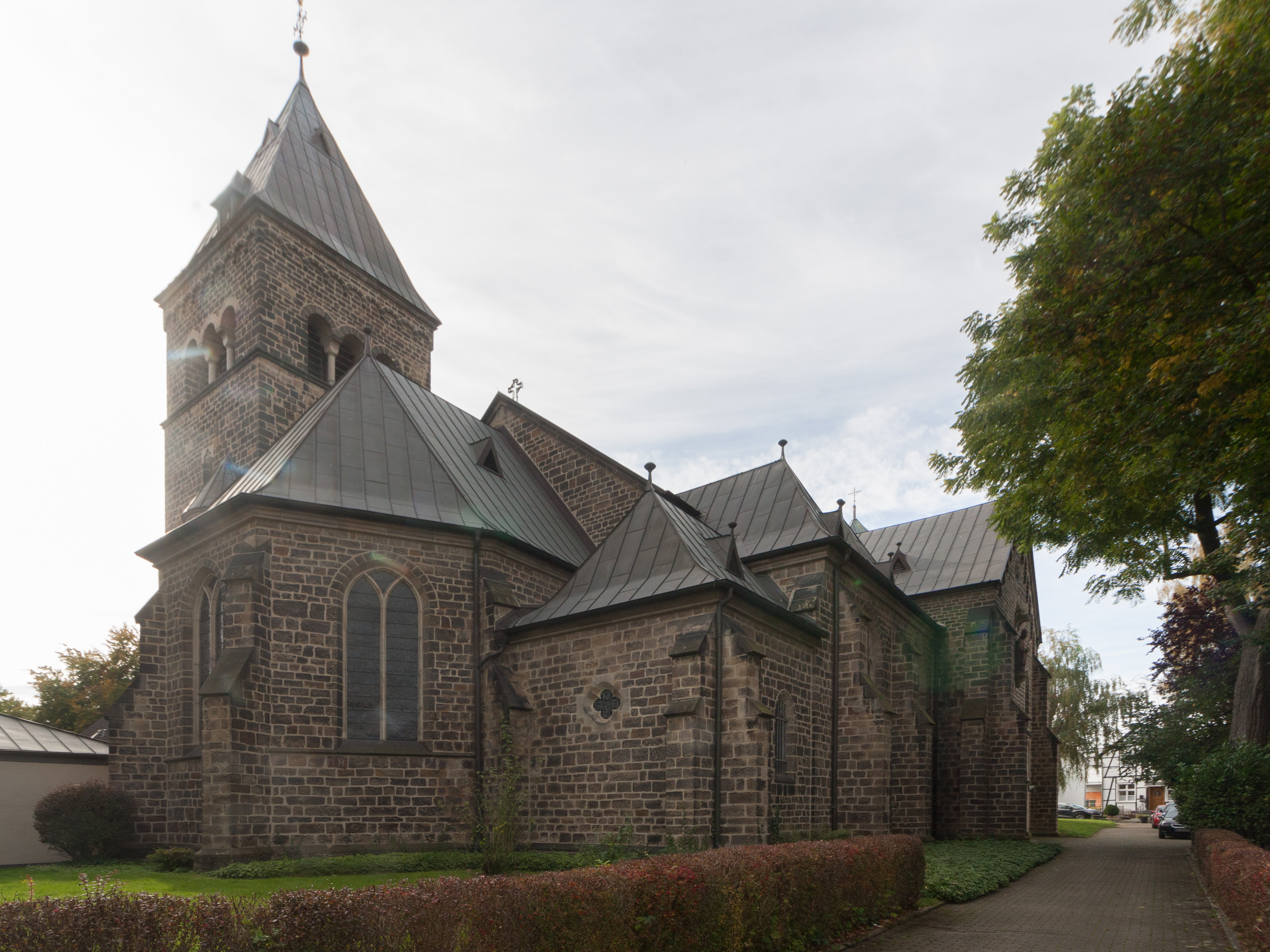
St. Urbanus (Huckarde)

Die römisch-katholische, denkmalgeschützte Pfarrkirche St. Urbanus steht in Huckarde, einem Gemeindeteil des Stadtbezirks Huckarde von Dortmund, einer kreisfreien Großstadt in Nordrhein-Westfalen. Die Kirche gehört zum Pastoralverbund Am Revierpark im Dekanat Dortmund des Erzbistums Paderborn.

## Geschichte und Architektur
Die Hallenkirche wurde Mitte des 13. Jahrhunderts errichtet. Aus dieser Zeit sind nur der Kirchturm im Westen mit einer Kirchenglocke und das Langhaus erhalten. Der spätgotische Chor aus dem 15. Jahrhundert wurde 1897 abgebrochen. An seiner Stelle wurde die Kirche bis 1899 nach Plänen des königlichen Baurates Arnold Spanke durch einen großen, neuromanischen Neubau nach Osten erweitert. Dieser wurde im Jahre 1906 ausgemalt. An der Südseite des neuen eingezogenen, von Strebepfeilern gestützten Chors wurde ein Chorflankenturm errichtet.

## Ausstattung und Orgel
Ein Teil der Kirchenausstattung wurde 1665 aus der Propsteikirche St. Johannes Baptist in Dortmund erworben. Die Orgel mit 36 Registern auf drei Manualen und Pedal wurde 1967 von Franz Breil gebaut.